# Миндорашвили, Реваз
Реваз Миндорашвили (груз. რევაზ მინდორაშვილი; 1 июля 1976, Гурджаани, Грузинская ССР, СССР) — грузинский борец вольного стиля, чемпион летних Олимпийских игр 2008 года в Пекине, чемпион мира и Европы.

## Результаты на Олимпийских играх
На Летних Олимпийских играх 2004 года в Афинах боролся в весовой категории до 84 килограммов (средний вес). В турнире участвовали 22 человека. Участники турнира были разделены на семь групп, в каждой из которых борьба велась по круговой системе. Победители в группах выходили в четвертьфинал, где боролись по системе с выбыванием после поражения. Проигравшие в подгруппах борцы занимали места соответственно полученным в схватках квалификационным и техническим баллам. Реваз Миндорашвили во второй схватке в подгруппе проиграл по баллам и выбыл из турнира, заняв итоговое 13 место.
| Круг | Соперник          | Страна  | Результат | Основание                                      | Время схватки |
| ---- | ----------------- | ------- | --------- | ---------------------------------------------- | ------------- |
| 1    | Винсент Ака-Акесс | Франция | Победа    | 3-0 (3 технических, 3 квалификационных баллов) | 6:19          |
| 2    | Лазарос Лоизидис  | Греция  | Поражение | 1-3 (1 технический, 1 квалификационный балл)   | 6:00          |

На Летних Олимпийских играх 2008 года в Пекине боролся в весовой категории до 84 килограммов. В турнире участвовали 20 человек. Турнир проводился по системе с выбыванием после поражения с утешительными схватками. Борцы по жребию делились на две группы. Те спортсмены, которые не проиграли ни одной схватки, выходили в финал, где разыгрывали первое и второе место. Борцы, которые проиграли финалистам, начинали бороться в утешительном турнире, по результатам которых определялись два бронзовых призёра, по одному в каждой группе. Схватки состояли из трёх периодов по две минуты, победивший в двух периодах выигрывал встречу. Реваз Миндорашвили победил во всех встречах и стал олимпийским чемпионом.
| Круг  | Соперник          | Страна      | Результат | Основание     | Время схватки |
| ----- | ----------------- | ----------- | --------- | ------------- | ------------- |
| 1/8   | Давид Бичинашвили | Германия    | Победа    | 1-4, 2-0, 3-1 | 6:00          |
| 1/4   | Арутюн Енокян     | Армения     | Победа    | 2-0, 2-0      | 4:00          |
| 1/2   | Георгий Кетоев    | Россия      | Победа    | 4-2, Туше     | 3:51          |
| Финал | Юсуп Абдусаламов  | Таджикистан | Победа    | 2-3, 3-0, 4-0 | 6:00          |

## Тренерская карьера
С конца 2012 года возглавил сборную Грузии по вольной борьбе. В 2017 году по собственному желанию покинул этот пост и решил сосредоточиться на работе в созданном им клубе борьбы, построенном на собственные средства на берегу озера Лиси, рядом с Тбилиси.

## Награды
В мае 2018 года в числе 23-х олимпийских чемпионов из Грузии, выступавших на Играх в разные годы, был награждён Президентским орденом «Сияние».